# Neukirchner Platte

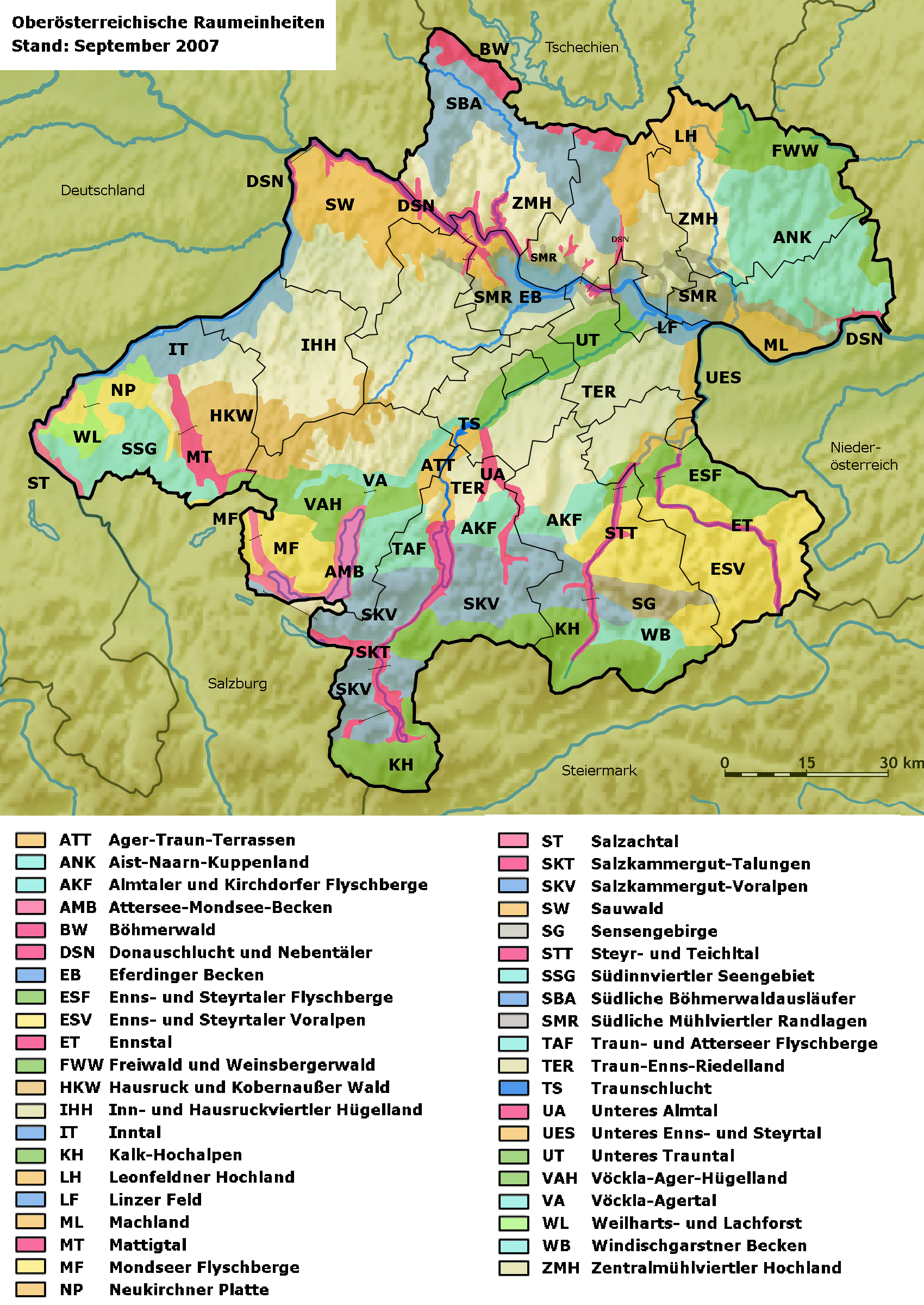
Alle OÖ Raumeinheiten

Die Neukirchner Platte ist eine von 41 Oberösterreichischen Raumeinheiten und liegt im Innviertel.

## Lage
Die Raumeinheit liegt ausschließlich im Bezirk Braunau am Inn.
Die Fläche der Neukirchner Platte beträgt 118,49 km² und ist rund 18 Kilometern lang sowie breit. Der tiefste Bereich liegt bei rund 380 m ü. A. am Brunner Graben. Der höchste Bereich des Gebiets liegt am Abhang des Adenbergs mit rund 500 m ü. A.
Folgende Gemeindegebiete haben einen hohen Anteil an der Neukirchner Platte (alphabetisch geordnet): Gilgenberg, Hochburg-Ach, Neukirchen und Schwand im Innkreis.
Die Raumeinheit ist von folgenden OÖ Raumeinheiten umgeben (Im Uhrzeigersinn, beginnend im Norden):
Inntal, Weilharts- und Lachforst, Inn- und Hausruckviertler Hügelland, Hausruck und Kobernaußerwald, Südinnviertler Seengebiet und Salzachtal.
Die Raumeinheit Weilharts- und Lachforst teilt die Neukirchner Platte in zwei unabhängige Teile.

## Charakteristik
- Eine reine, flach-wellige Landschaft mit Ackerbau.
- Geringer Waldanteil (rund 5 %). Vorherrschend sind Buchenwälder, kleinräumig auch Eschenwälder. Fichtenwälder sind hauptsächlich in der Ebene zu finden. Es existieren lineare Gehölzstreifen entlang von Böschungen.
- Kaum Oberflächengewässer, lokal finden sich temporär wasserführende Bachtäler. Vereinzelt existieren naturnahe Teiche.
- Kulturlandschaftselemente kommen kaum vor. Obstbaumwiesen nur im Umkreis der Bauernhöfe.
- Feuchtwiesen finden sich in kleinen Talbereichen, jedoch eher selten.
- Kaum besiedelt und meist einzelne stehende Vierseithöfe oder kleine Weiler. Kleine Dörfer sind nur in der Nähe der Salzach anzutreffen.